# Р-7А
Р-7А (индекс ГРАУ — 8К74, по классификации МО США и НАТО — SS-6 Sapwood = «заболонь») — двухступенчатая межконтинентальная баллистическая ракета с отделяющейся головной частью массой три тонны и дальностью полёта до 12 тысяч километров. Модификация Р-7А состояла на вооружении РВСН СССР с 20 января 1960 по конец 1968 года.
На базе Р-7А создано целое семейство ракет-носителей среднего класса, внёсших большой вклад в освоение космоса — на ракетах-носителях семейства Р-7А были запущены в космос многие ИСЗ.

## История разработки
20 мая 1954 года ЦК КПСС и Совет Министров СССР приняли постановление № 956—408сс о разработке межконтинентальной баллистической ракеты (МБР) Р-7 (индекс УРВ РВСН — 8К71), в котором перед ОКБ-1 под руководством Сергея Павловича Королёва была официально поставлена задача создания баллистической ракеты, способной нести термоядерный заряд, с дальностью полёта до 10 тысяч километров.
Теоретические основы создания ракетных двигателей и энергетических установок ракетных комплексов были сформированы в НИИ-1 НКАП СССР под руководством Мстислава Всеволодовича Келдыша, а конструктивно-компоновочная схема ракеты была разработана в ОКБ-1 инженерами П. И. Ермолаевым и Е. Ф. Рязановым.
Непосредственное конструирование ракеты Р-7 началось в ОКБ-1 в 1953 году под руководством Сергея Павловича Королёва, ведущим конструктором по Р-7 был назначен Дмитрий Ильич Козлов, проектным отделом ОКБ-1 по Р-7 руководил Сергей Сергеевич Крюков. Новые мощные двигатели для Р-7 параллельно разрабатывались в ОКБ-456, под руководством Валентина Петровича Глушко.

## Испытания
В соответствии с программой испытаний на проведение летно-конструкторских испытаний (ЛКИ) выделялось восемь ракет 8К74, изготовление опытных образцов Р-7А велось заводами № 88, и № 1. Первый пуск нового варианта МБР, из предусмотренного объёма ЛКИ, выполнен 23 декабря 1959 г., последние два — 5 и 7 июля 1960 г. Заключительные пуски были произведены в точно назначенное время. Полёт проходил в строгом соответствии с намеченной программой. Дальность полёта составила около 13 тыс. км, точка падения макетов боевых частей пришлась на центральную часть Тихого океана. По данным измерений специальных судов советского флота, макеты последней ступени ракеты, приспособленной для прохождения через плотные слои атмосферы, достигли водной поверхности в непосредственной близости от намеченной точки падения.
О пуске ракет 5 и 7 июля 1960 г. советская научно-популярная периодика писала, как об испытаниях новой «геофизической ракеты» в «исследовательских целях». В западной прессе, вскоре после обнародования Министерством обороны США фотографий макета боевой части, — которые были настолько качественными, что позволили специалистам разведсообщества США визуально идентифицировать тип абляционного покрытия, — появились материалы об испытаниях СССР новой многоступенчатой межконтинентальной баллистической ракет. По представлениям МО США того времени, оба пуска 5—7 июля осуществлялись с ракетной базы вблизи Мурманска. Фактически, пуск ракет был выполнен с боевой стартовой станции (объект «Ангара») в районе посёлка Плесецк (Архангельская область).
Семь пусков из восьми были успешными. На вооружение РВСН МБР Р-7А была принята постановлением ЦК КПСС и СМ СССР от 12.09.1960 г. № 1001—416.
| № п/п | Дата и время | Ракета | Место пуска        | Цель                    | Часть/ Подразделение | Результат | Примечание         |
| ----- | ------------ | ------ | ------------------ | ----------------------- | -------------------- | --------- | ------------------ |
| 1     | 5 июля 1960  |        | Космодром Байконур | акватория Тихого океана | н/д                  | успешный  | площадка №1 НИИП-5 |
| 2     | 7 июля 1960  |        | Космодром Байконур | акватория Тихого океана | н/д                  | успешный  | площадка №1 НИИП-5 |

## Принятие на вооружение
Постановлением ЦК КПСС и Совета Министров СССР № 192—20 от 20 января 1960 года МБР Р-7 была принята на вооружение. Всего было произведено 30 пусков ракет Р-7, из них 20 — успешные. 12 сентября 1960 года на вооружение была принята МБР Р-7А.
Для базирования МБР Р-7, в 1958 году, было принято решение о строительстве боевой стартовой станции (объект «Ангара») в районе посёлка Плесецк (Архангельская область). В результате длительных доработок стартового комплекса и его высокой стоимости, официальное принятие ракеты на вооружение сильно затянулось. 1 января 1960 года она была готова, а 16 июля впервые в Вооруженных Силах самостоятельно провела два учебно-боевых пуска со стартовой позиции.
Председатель специального комитета Сената США по разоружению, сенатор от штата Миннесота Хьюберт Хамфри, после своего визита в СССР и восьмичасовой встречи с Генеральным секретарём ЦК КПСС Н. С. Хрущёвым в Москве 1 декабря 1958 года, где ими обсуждались американо-советские противоречия по берлинскому вопросу, направил доклад на имя Президента США Дуайта Эйзенхауэра и копию в Государственный департамент, о том, что СССР обладает баллистической ракетой с максимальной дальностью полёта до 8700 миль (14 тыс. км), которой и пригрозил американцам Хрущёв, сообщив, что она как раз проходит этап стендовых испытаний. В ходе последовавшей вслед за тем пресс-конференции, Эйзенхауэр заявил:

Нам известно, что у них [в СССР] имеется очень хорошая техника […] Мы тоже успешно испытали межконтинентальную баллистическую ракету достаточного радиуса [МБР «Атлас»].
Оригинальный текст (англ.)We know that they have a very fine technique. […] We have also successfully tested an intercontinental ballistic missile of sufficient range.

## Эксплуатация
Перед стартом ракету доставляли с технической позиции на железнодорожном транспортно-установочном лафете и устанавливали на массивное пусковое устройство. Весь процесс предстартовой подготовки длился более двух часов.
Ракетный комплекс получился громоздким, уязвимым, очень дорогим и сложным в эксплуатации. К тому же в заправленном состоянии ракета могла находиться не более 30 суток. Для создания и пополнения необходимого запаса кислорода для развернутых ракет нужен был целый завод. Комплекс имел низкую боевую готовность. Недостаточной была и точность стрельбы. Ракета данного типа не годилась для массового развертывания. Всего было построено четыре стартовых сооружения.
Очень быстро стало ясно, что Р-7 и её модификация не могут быть поставлены на боевое дежурство в массовом количестве. К моменту возникновения Карибского кризиса РВСН располагали всего несколькими десятками ракет Р-7 и Р-7А, а к концу 1968 года обе эти ракеты сняли с вооружения.

## Конструкция
Конструктивно-компоновочная схема ракеты — двухступенчатая «пакетная» схема с продольным делением ступеней. Первая ступень — боковые блоки «Б», «В», «Г», и «Д», а вторая ступень — центральный блок «А». Основные компоненты топлива — керосин Т-1 (горючее) и жидкий кислород (окислитель) — располагались, соответственно, в нижнем и верхнем баках каждого блока. Вспомогательные компоненты — жидкий азот для наддува баков и перекись водорода для привода турбонасосного агрегата (ТНА) — размещались в торовых баках непосредственно над рамой двигателя.
Первая ступень (четыре боковых блока) оснащена жидкостными ракетными двигателями (ЖРД) РД-107 (четыре основные и две рулевые камеры, питаемые общим ТНА на каждом блоке). На второй ступени стоит ЖРД РД-108 (четыре основные и четыре рулевые камеры, питаемые общим ТНА). Двигатели РД-107 и РД-108 созданы в ОКБ-456 (руководитель В. П. Глушко), первые варианты рулевых камер к ним — в ОКБ-1 (руководитель разработки М. В. Мельников).
Передача усилий от боковых блоков на центральный осуществляется через силовой пояс с четырьмя башмаками, в пазы которых входят оголовки «боковушек». Эти четыре силовых узла одновременно служат опорными точками для собранной и установленной на старте ракеты.
Внизу, на стыке топливных и двигательных отсеков, имеются поперечные стяжки. При разделении ступеней маршевые двигатели боковых блоков переводятся в режим пониженной тяги, управляющие камеры выключаются, а нижние поперечные стяжки «пакета» разрываются пирозарядами. Тяга двигателей «боковушек» создает момент относительно опорных узлов. «Пакет» раскрывается, блок «А» уходит вперед. Как только сферические оголовки боковых блоков выйдут из башмаков и освободят имеющиеся там электроконтакты, вскрываются сопловые крышки в верхней части «боковушек», и остаточное давление наддува баков кислорода стравливается, создавая при этом небольшую тягу. Боковые блоки разворачиваются и отводятся на безопасное расстояние.
МБР Р-7А была создана на базе МБР Р-7. Модификация Р-7А обладала большей по размерам второй ступенью, что позволило увеличить на 500 км дальность стрельбы, новой головной частью и упрощенной системой радиоуправления.

## Сравнительная характеристика
| Общие сведения и основные тактико-технические характеристики советских баллистических ракет первого поколения                                                                                    | Общие сведения и основные тактико-технические характеристики советских баллистических ракет первого поколения | Общие сведения и основные тактико-технические характеристики советских баллистических ракет первого поколения | Общие сведения и основные тактико-технические характеристики советских баллистических ракет первого поколения | Общие сведения и основные тактико-технические характеристики советских баллистических ракет первого поколения | Общие сведения и основные тактико-технические характеристики советских баллистических ракет первого поколения | Общие сведения и основные тактико-технические характеристики советских баллистических ракет первого поколения | Общие сведения и основные тактико-технические характеристики советских баллистических ракет первого поколения | Общие сведения и основные тактико-технические характеристики советских баллистических ракет первого поколения | Общие сведения и основные тактико-технические характеристики советских баллистических ракет первого поколения |
| Наименование ракеты | Р-1 | Р-2 | Р-5М | Р-11М | Р-7А | Р-9А | Р-12 и Р-12У                                                                                                  | Р-14 и Р-14У                                                                                                  | Р-16У |
| Конструкторское бюро | ОКБ-1 | ОКБ-1 | ОКБ-1 | ОКБ-1 | ОКБ-1 | ОКБ-1 | КБ «Южное» | КБ «Южное» | КБ «Южное» |
| --- | --- | --- | --- | --- | --- | --- | --- | --- | --- |
| Генеральный конструктор | С. П. Королёв                                                                                                 | С. П. Королёв                                                                                                 | С. П. Королёв                                                                                                 | С. П. Королёв, М. К. Янгель                                                                                   | С. П. Королёв                                                                                                 | С. П. Королёв                                                                                                 | М. К. Янгель                                                                                                  | М. К. Янгель                                                                                                  | М. К. Янгель                                                                                                  |
| Организация-разработчик ЯБП и главный конструктор | | | КБ-11, Ю. Б. Харитон                                                                                          | КБ-11, Ю. Б. Харитон                                                                                          | КБ-11, С. Г. Кочарянц                                                                                         | КБ-11, С. Г. Кочарянц                                                                                         | КБ-11, С. Г. Кочарянц                                                                                         | КБ-11, С. Г. Кочарянц                                                                                         | КБ-11, С. Г. Кочарянц                                                                                         |
| Организация-разработчик заряда и главный конструктор | | | КБ-11, Ю. Б. Харитон                                                                                          | КБ-11, Ю. Б. Харитон                                                                                          | КБ-11, Е. А. Негин                                                                                            | КБ-11, Е. А. Негин                                                                                            | КБ-11, Е. А. Негин                                                                                            | КБ-11, Е. А. Негин                                                                                            | КБ-11, Е. А. Негин                                                                                            |
| Начало разработки | 10.03.1947 | 14.04.1948 | 10.04.1954 | 13.02.1953 | 02.07.1958 | 13.05.1959 | 13.08.1955 | 02.07.1958 | 30.05.1960 |
| Начало испытаний | 10.10.1948 | 25.09.1949 | 20.01.1955 | 30.12.1955 | 24.12.1959 | 09.04.1961 | 22.06.1957 | 06.06.1960 | 10.10.1961 |
| Дата принятия на вооружение | 28.11.1950 | 27.11.1951 | 21.06.1956 | 1.04.1958 | 12.09.1960 | 21.07.1965 | 04.03.1959–09.01.1964                                                                                         | 24.04.1961–09.01.1964                                                                                         | 15.07.1963 |
| Год постановки на боевое дежурство первого комплекса | не ставились                                                                                                  | не ставились                                                                                                  | 10.05.1956 | переданы в СВ в 1958                                                                                          | 01.01.1960 | 14.12.1964 | 15.05.1960 | 01.01.1962 | 05.02.1963 |
| Максимальное количество ракет, стоявших на вооружении | | | 36 | | 6 | 29 | 572 | 101 | 202 |
| Год снятия с боевого дежурства последнего комплекса | | | 1966 | | 1968 | 1976 | 1989 | 1983 | 1977 |
| Максимальная дальность, км | 270 | 600 | 1200 | 170 | 9000-9500 — тяжёлый блок; 12000-14000, 17000 — лёгкий блок                                                    | 12500-16000                                                                                                   | 2080 | 4500 | 11000–13000                                                                                                   |
| Стартовая масса, т | 13,4 | 20,4 | 29,1 | 5,4 | 276 | 80,4 | 47,1 | 86,3 | 146,6 |
| Масса полезной нагрузки, кг | 1000 | 1500 | 1350 | 600 | 3700 | 1650–2095 | 1630 | 2100 | 1475–2175 |
| Длина ракеты, м | 14,6 | 17,7 | 20,75 | 10,5 | 31,4 | 24,3 | 22,1 | 24,4 | 34,3 |
| Максимальный диаметр, м | 1,65 | 1,65 | 1,65 | 0,88 | 11,2 | 2,68 | 1,65 | 2,4 | 3,0 |
| Тип головной части | неядерная, неотделяемая                                                                                       | моноблочная, неядерная, отделяемая                                                                            | моноблочная, ядерная                                                                                          | моноблочная, ядерная                                                                                          | моноблочная, ядерная                                                                                          | моноблочная, ядерная                                                                                          | моноблочная, ядерная                                                                                          | моноблочная, ядерная                                                                                          | моноблочная, ядерная                                                                                          |
| Количество и мощность боевых блоков, Мт | | | 1×0,3 | | 1×5 | 1×5 | 1×2,3 | 1×2,3 | 1×5 |
| Стоимость серийного выстрела, тыс. руб. | | | | | | | 3040 | 5140 | |
| Источник информации: Оружие ракетно-ядерного удара. / Под ред. Ю. А. Яшина. — М.: Издательство МГТУ имени Н. Э. Баумана, 2009. — С. 23–24 — 492 с. — Тираж 1 тыс. экз. — ISBN 978-5-7038-3250-9. | | | | | | | | | |

## Статьи
- Варфоломеев Т. Первая межконтинентальная: рождение «семерки» // Новости космонавтики. — М.: ФГУП ЦНИИмаш. — № 7, 2007.
- Варфоломеев Т., Лебедев В. «Семерка» для третьего спутника // Новости космонавтики. — М.: ФГУП ЦНИИмаш. — № 10, 2008.
- Полетаева В. Главная ракета XX века // Промышленность и бизнес : Газета. — Самара. Архивировано 1 ноября 2011 года.

### Русскоязычные ресурсы
- «Семёрка». Дата обращения: 5 мая 2013. Архивировано из оригинала 17 мая 2013 года.
- Полетаева В.. Как прятали «семёрку». Дата обращения: 5 мая 2013.
- Ракеты-носители семейства Р-7. astro.websib.ru. Дата обращения: 5 мая 2013. Архивировано из оригинала 17 мая 2013 года.
- Фомин Г. Е.; Козлов Д. И..: . История создания и развития ракеты Р-7, послужившей основой освоения космического пространства. — Доклад на конференции «Королёвские чтения». Дата обращения: 5 мая 2013. Архивировано из оригинала 9 декабря 2012 года.
- Железняков А.. Хроника освоения космоса. Энциклопедия «Космонавтика». Дата обращения: 3 мая 2013.
- Максименко А. В.. Ракеты-носители семейства Р-7. Дата обращения: 3 мая 2013. Архивировано из оригинала 17 мая 2013 года.
- Подборка материалов о РН Р-7. Дата обращения: 3 мая 2013. Архивировано 17 мая 2013 года.
- Ракеты-носители созданные в КБ Королева. Rocketpolk44. Дата обращения: 3 мая 2013. Архивировано 17 мая 2013 года.
- Старт номер сто. Документальный фильм. Телестудия Роскосмоса. Дата обращения: 5 мая 2013. Архивировано из оригинала 22 сентября 2013 года.
- Об испытаниях ракеты Р-7 вспоминает известный испытатель фирмы С. П. Королёва, Лауреат Ленинской и Государственной премий Аркадий Ильич Осташев // Социально-просветительный портал «Труженики космоса»

### Иностранные ресурсы
- Rockets: R-7 family (англ.). Russian Space Web. Дата обращения: 3 мая 2013. Архивировано 17 мая 2013 года.
- R-7 (Semyorka) Based Launch Vehicle Flight History by Variant/Year (1957-Present) (англ.). Space Launch Report. Дата обращения: 3 мая 2013. Архивировано 17 мая 2013 года.